# Yukio Hatoyama
Yukio Hatoyama (鳩山由紀夫, Hatoyama Yukio) (Tóquio, 11 de fevereiro de 1947) é um engenheiro e político japonês. Foi o líder do Partido Democrático do Japão (PDJ) e ocupou o cargo de primeiro-ministro do Japão até 2 de junho de 2010, quando renunciou .

## Carreira
Graduado em engenharia pela prestigiosa Universidade de Tóquio (Todai), também estudou na Universidade de Stanford nos Estados Unidos antes de se tornar professor de economia na Universidade Senshu Tóquio.
Hatoyama começou sua carreira política ao ser eleito em 1986 em um distrito do norte da Ilha de Hokkaido, onde sua família tem propriedades. Mas ele nega ser "um político hereditário", como ocorre muitas vezes no Japão, onde cargos são ocupados pela mesma família de geração em geração em verdadeiros feudos eleitorais.
Posteriormente, foi reeleito seis vezes para a Casa dos Representantes do Japão.
Além disso, Hatoyama pode ainda contar com o valoroso auxílio financeiro da família, já que seu avô foi fundador da fabricante de pneus Bridgestone.
Apesar de sua adesão à elite, o líder prometeu lutar pelas pessoas comuns, alegando que pretende "construir uma sociedade fraterna e prosseguir sua política baseada no amor".

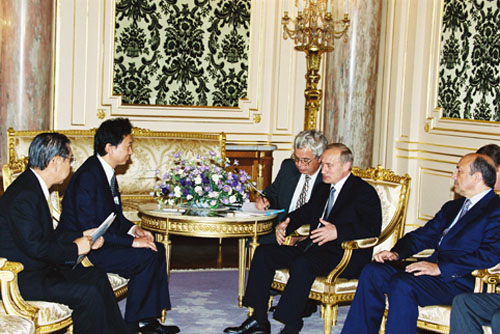
Yukio Hatoyama (segundo da esquerda), então líder da oposição no Parlamento, em encontro com Vladimir Putin.

Hatoyama afirma ainda que pretende quebrar o monopólio dos burocratas na administração e política do Japão, para reduzir o desperdício de dinheiro público e redistribuir rendimento para as zonas rurais e beneficiar os pobres.
Por conta do escândalo envolvendo financiamentos ocultos a políticos e da condução da questão da base americana de Futenma, na ilha de Okinawa, Hatoyama foi muito criticado, o que forçou a sua renúncia.

## Vida pessoal
Apaixonado por música clássica e por futebol, o político é casado com uma ex-atriz, Miyuki, e tem um filho, que é professor de engenharia na Universidade de Moscou.
O humor parece ser uma das suas qualidades, como evidenciado por sua reação após ser apelidado de "ET", pelo formato peculiar do rosto. Longe de se ofender, ele encarregou o PDJ, em 2001, de vender adesivos com a sua caricatura como alienígena.